# Gogawan
Gogawan – wieś w Armenii, w prowincji Lorri. W 2011 roku liczyła 51 mieszkańców.